# سد القرة
سد القرة أحد سدود الطائف التاريخية.

## الوصف
يقع السد على مسافة مئة متر من سد السديد إلى الغرب منه٬ وما يزال هذا السد في حالة ممتازة٬ طول جداره سبعة عشر مترًا، وعرضه 1.7 متر٬ وارتفاعه 5.4 متر٬ وله مفيض في الجانب الشرقي منه٬ وبأسفله صخرة ملساء نفذت عليها كتابات بخط حجازي غير مقروء٬ لا يتضح منها إلا لفظ الجلالة (الله).